# Église Notre-Dame-de-l'Assomption-de-la-Très-Sainte-Vierge de Boigneville
Pour les articles homonymes, voir Notre-Dame-de-l'Assomption, Église Notre-Dame et Assomption (homonymie).
L'église Notre-Dame-de-l'Assomption-de-la-Très-Sainte-Vierge est une église paroissiale de culte catholique, dédiée à l'Assomption de la Vierge Marie, située dans la commune française de Boigneville et le département de l'Essonne.

## Histoire
Daté de la fin du XIIe siècle-début XIIIe siècle et du XIIIe siècle dans son élévation actuelle, l'édifice conserve une crypte du XIe siècle redécouverte en 1677 et pourvue alors de peintures murales.
L'église est modifiée au XVe siècle.
L'édifice est réaménagé et restauré au XIXe siècle.
L'édifice est inscrit au titre des monuments historiques  le 16 juillet 1925 et la crypte est classée depuis le 6 juillet 1987.

## Architecture
Le décor peint de la crypte daté du XVIIe siècle porte la marque du militantisme de la Réforme catholique.

## Pour approfondir

## Sources
1. 1 2 3 4  « Eglise De Boigneville », sur arc-gatinais-francais.fr, 2016 (consulté le 30 août 2019).
2. 1 2  « L'église », sur millylaforet-tourisme.com.
3. ↑  Notice no PA00087816, sur la plateforme ouverte du patrimoine, base Mérimée, ministère français de la Culture. Consulté le 03/07/2019.